# Provincie La Spezia
La Spezia (Provincia della Spezia) je provincie v oblasti Ligurie. Sousedí na západě s provincií Genova, na severu s provincií Parma, na východě s provincií Massa-Carrara. Na jihu její břehy omývá Ligurské moře.